# 太陰病
伝統中国医学における太陰病（たいいんびょう）は、三陰三陽病の一つで陽明病を過ぎて起こる外感性疾病。六経病では太陰経病である。傷寒論では、「太陰の病たる、腹満して吐し、食下らず、自利益々甚だしく、時に自ら痛む若しこれを下せば、必ず胸下結鞕す」といわれ陽明病期の後にくるもので、体力衰し、身体冷え、腹虚満、腹痛、下痢、嘔吐などの胃腸症状を呈する。